# Oderaue
Oderaue è un comune di 1 592 abitanti del Brandeburgo, in Germania.

Appartiene al circondario del Märkisch-Oderland ed è parte dell'Amt Barnim-Oderbruch.

## Storia
Il comune di Oderaue venne creato nel 2003 dalla fusione dei comuni di Altreetz e Zäckericker Loose.

## Geografia antropica

### Suddivisioni amministrative
Il territorio comunale è suddiviso nelle seguenti frazioni (Ortsteil):
- Altreetz
- Mädewitz (con le località di Altmädewitz, Neumädewitz e Neukietz)
- Neuküstrinchen (con la località di Neuranft)
- Neureetz (con la località di Croustillier)
- Neurüdnitz (con le località di Am Bahnhof, Bienenwerder e Spitz)
- Wustrow (con le località di Altwustrow, Neuwustrow e Friedrichshof)
- Zäckericker Loose (con la località di Zollbrücke)